# Triplet (architecture)
Pour les articles homonymes, voir Triplet.

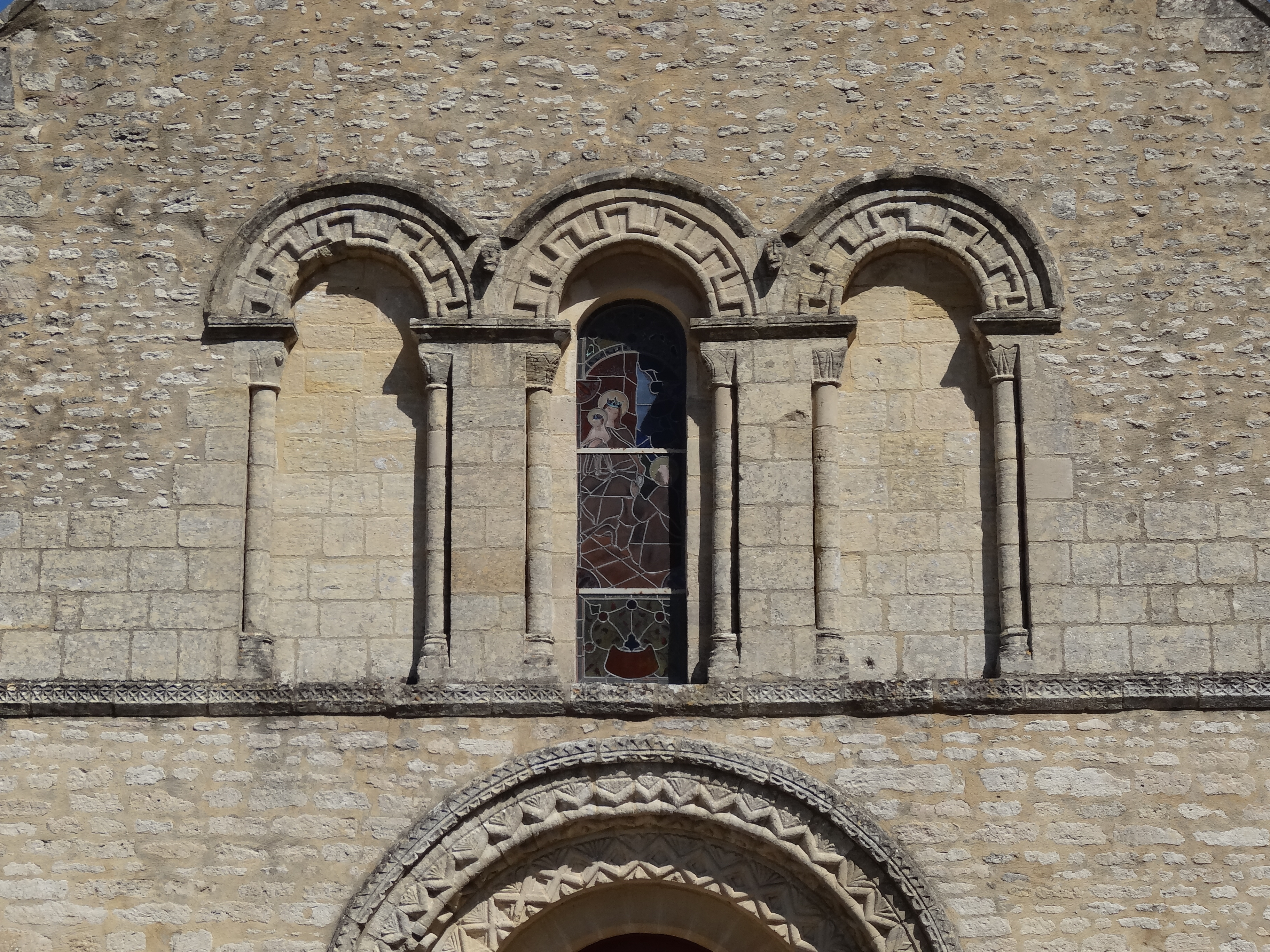
Triplet roman

En architecture, un triplet est un ensemble de trois baies ou de trois arcs (souvent réunis sous un arc de décharge). Les deux éléments latéraux sont semblables et peuvent être différents de l'élément central. Un triplet peut par exemple être constitué d'une fenêtre encadrée par deux niches ou encore d'un arc en mitre encadré de deux arcs en plein cintre.

## Définition
Un triplet est formé de trois éléments qui sont de simples baies ouvertes ou aveugles dont l'élément central peut être différent des deux autres mais pas obligatoirement,. Ces éléments peuvent être reliés entre eux par une arcature ou simplement former un ensemble dans une façade. Le triplet que Lucien Musset qualifie aussi de trifore, correspond à la deuxième interprétation du terme trifora qui désigne trois baies incluses ou non sous un arc de décharge, le premier sens du mot italien désignant un type de fenêtre divisée verticalement par son remplage en trois ouvertures.
On le trouve au-dessus du portail occidental des églises, dans les chevets plats ou dans les clochers non circulaires des édifices religieux. S'il apparaît en abondance dans l'architecture gothique, il est loin d'être absent des constructions romanes et de transition.
Quand les ouvertures sont séparées par des contreforts, on évite de nommer triplets ces groupements de fenêtres.

## Signification possible du triplet dans l'architecture religieuse chrétienne
Il serait un symbole de la Sainte Trinité , hypothèse avancée par des auteurs anglais du XIXe siècle, fondateurs d'une société et d'un journal : The Ecclesiologist, pour l'étude de l'architecture religieuse. D'après l'un d'eux, John Mason Neale, le triplet extrêmement présent dans les chevets des églises de style « early english gothic » : gothique primaire anglais, en est un élément essentiel. Il précise tout de même que bien que sa réflexion soit basée sur la traduction des écrits de Guillaume Durand, évêque français du XIIIe siècle, ce dernier ne mentionne pas les triplets. Cette idée d'adéquation entre triplet et Sainte Trinité est reprise ici et là dans des brochures,, sites ou auteurs.

## Diverses formes du triplet

### Triplet formé de trois éléments identiques
Le triplet constitué de trois baies en plein-cintre de mêmes dimensions est présent dans l'architecture religieuse romane à l'intérieur de grandes églises comme au-dessus des arcades de la nef de Notre-Dame de Jumièges, dans les tribunes de Notre-Dame-du-Port où il existe également à l'extérieur de l'édifice, comme dans celui des grandes églises urbaines d'Auvergne. On le remarque aussi dans des tours et clochers. Absent de manière générale dans le chevet des églises romanes, il est pourtant un élément récurrent mais non obligatoire du chevet plat des chapelles templières du XIIe siècle de Charente, comme la chapelle de Cressac, et de Gironde comme l'église de Marcenais. À leur tour, les architectes du XIXe siècle ont largement utilisé ce système d'ouvertures dans les églises néo-romanes et cela jusqu'en Australie. On voit aussi des triplets de baies de mêmes dimensions en arc brisé par exemple dans le chevet de l'abbaye cistercienne de Fontmorigny ou à l'église Saint-Didier de Villiers-le-Bel dont la façade occidentale date du XIIIe siècle.

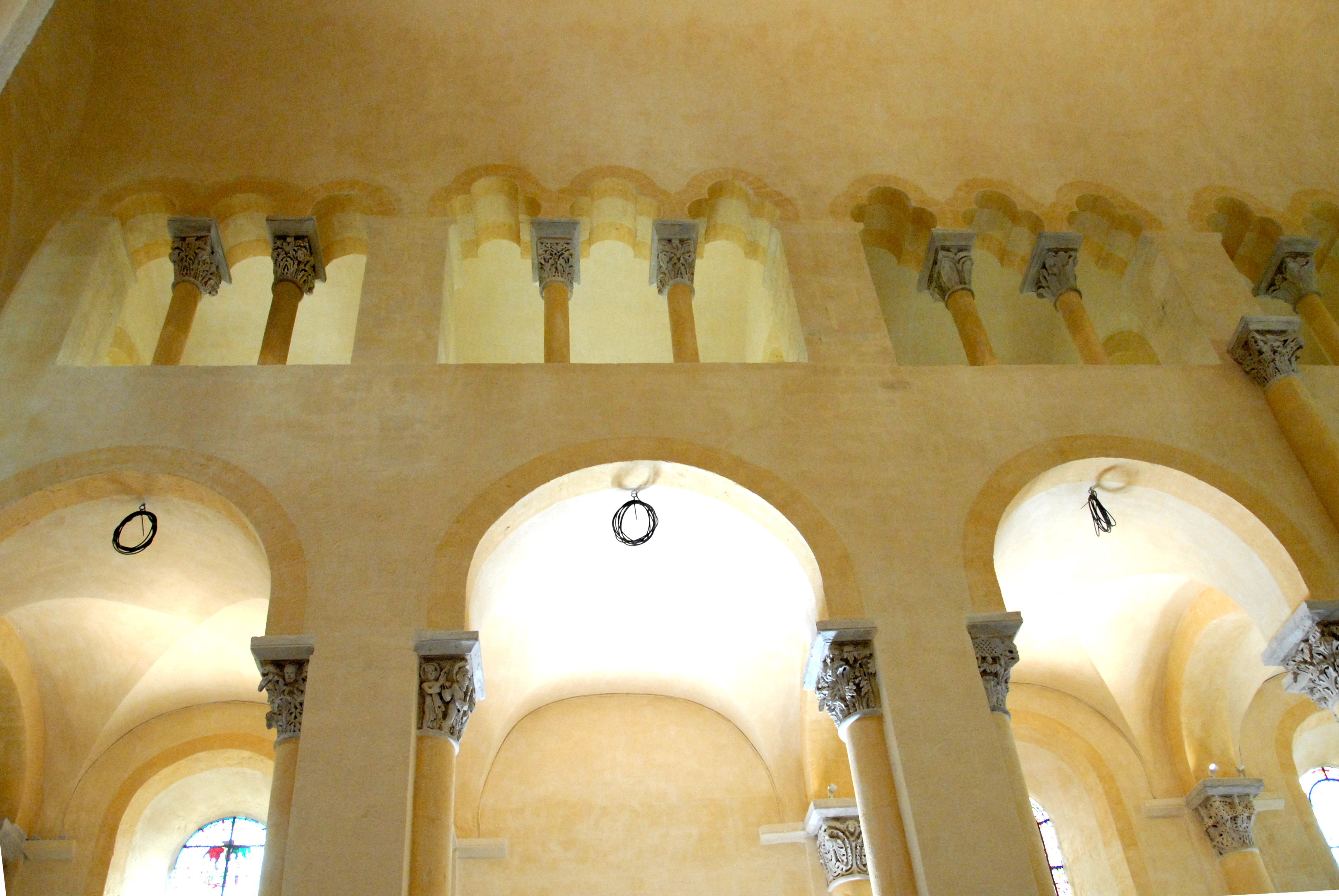
Arcatures en triplets dans les tribunes de Notre-Dame-du-Port.
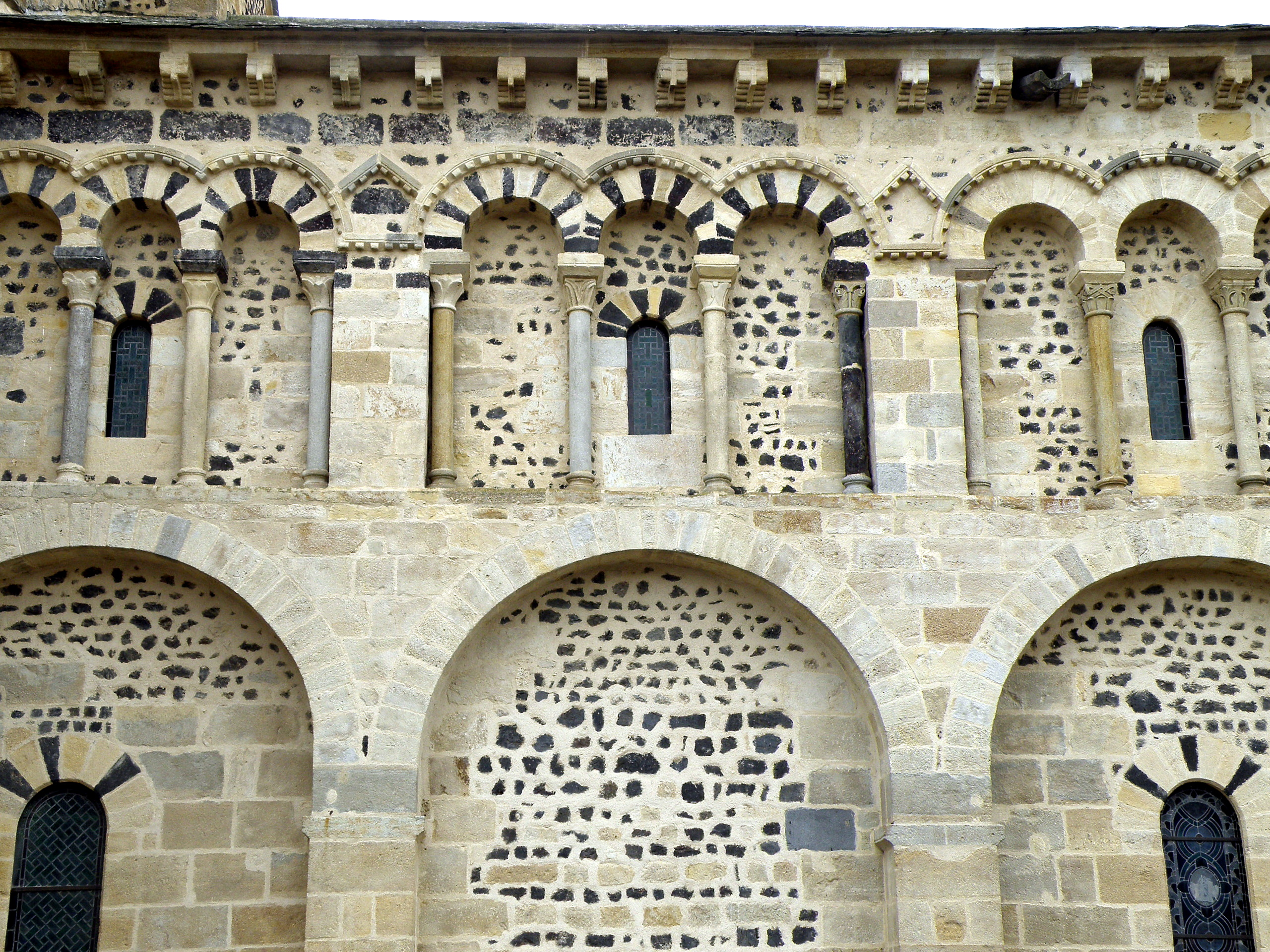
Triplets romans de la nef de Saint-Saturnin (Puy-de-Dôme).
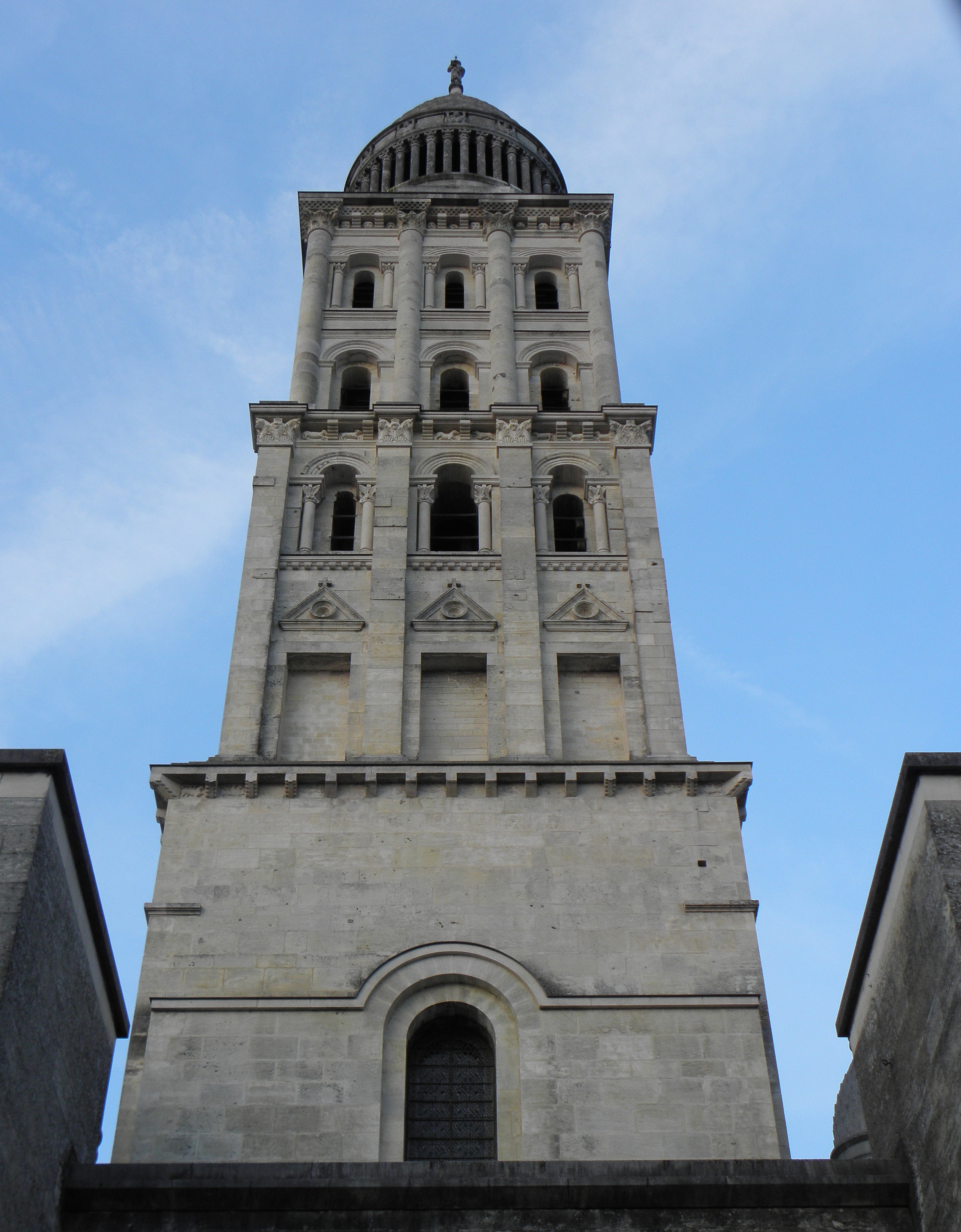
Cathédrale de Périgueux, multiples triplets dans le clocher.
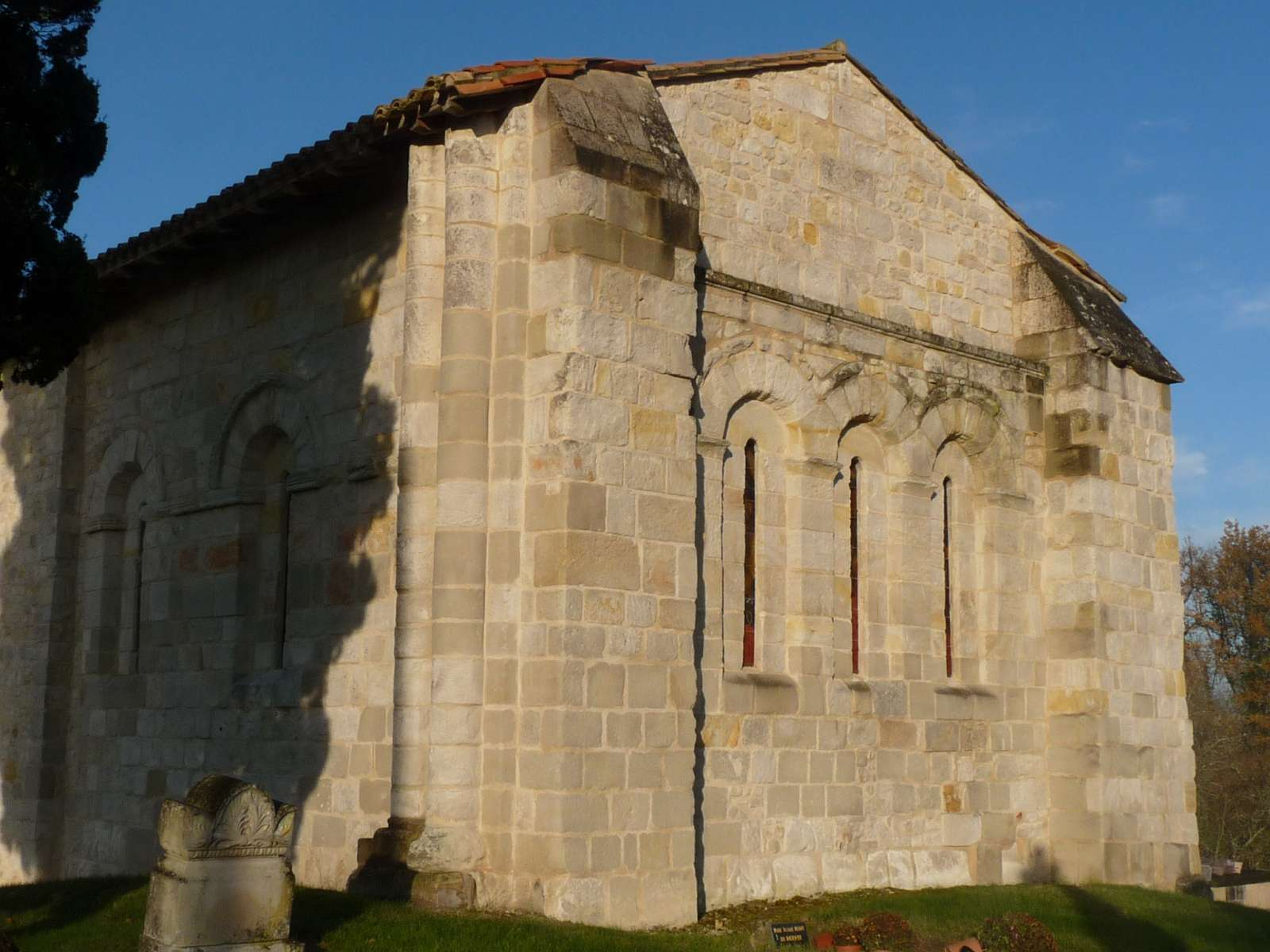
Chevet de la chapelle templière de Bors de Baignes (Charente).

### Triplet formé de deux baies identiques encadrant un élément différent

#### Triplet avec arcs en mitre et en plein-cintre
- À la période des Wisigoths

Les murs extérieurs des absides de la chapelle wisigothique São Frutuoso de Montélios près de Braga au Portugal sont ornés de triplets constitués d'un arc en mitre encadré de deux arcs en plein-cintre. Un des murs de la chapelle présente également un triplet de deux baies en mitre encadrant une baie en plein-cintre.
Cette chapelle présente le même plan en croix que le mausolée de Galla Placidia à Ravenne.

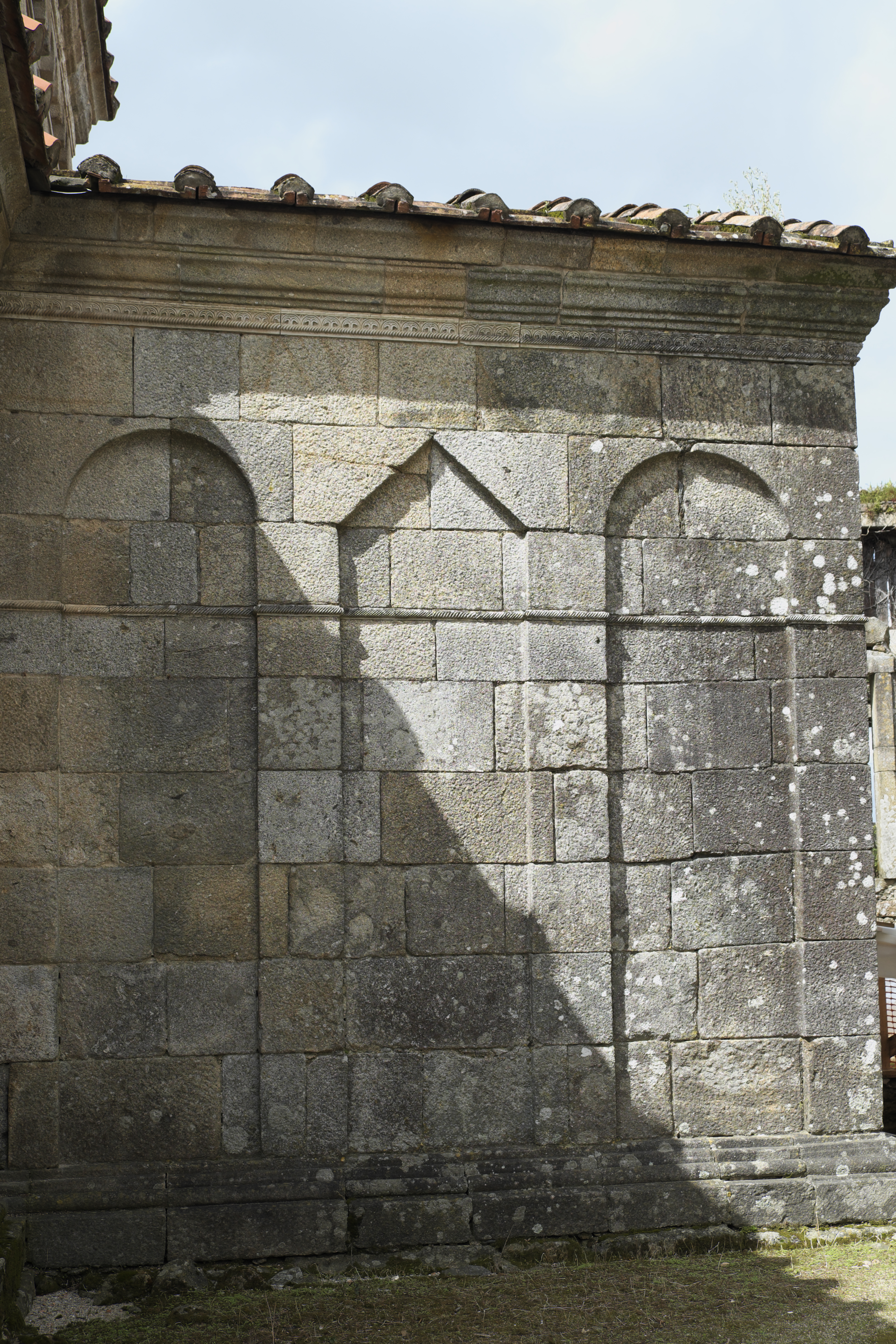
Chapelle de São Frutuoso de Montélios.
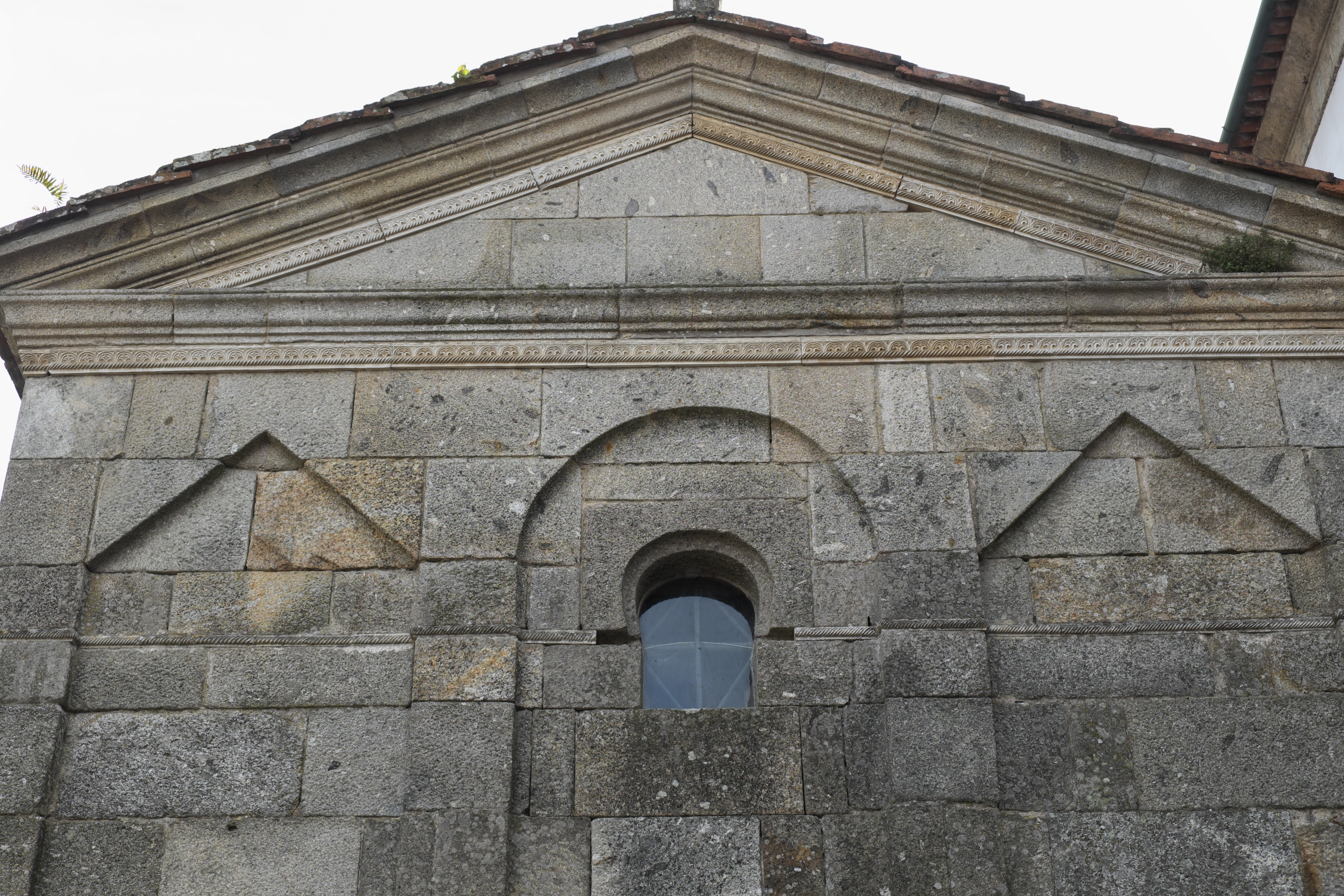
Un autre mur de la chapelle de São Frutuoso.

- À la période mérovingienne

Un triplet constitué d'un arc en plein cintre et de deux arcs en mitre orne le baptistère mérovingien Saint-Jean de Poitiers (au niveau de la façade sud-ouest du baptistère, entre les oculi et le fronton).

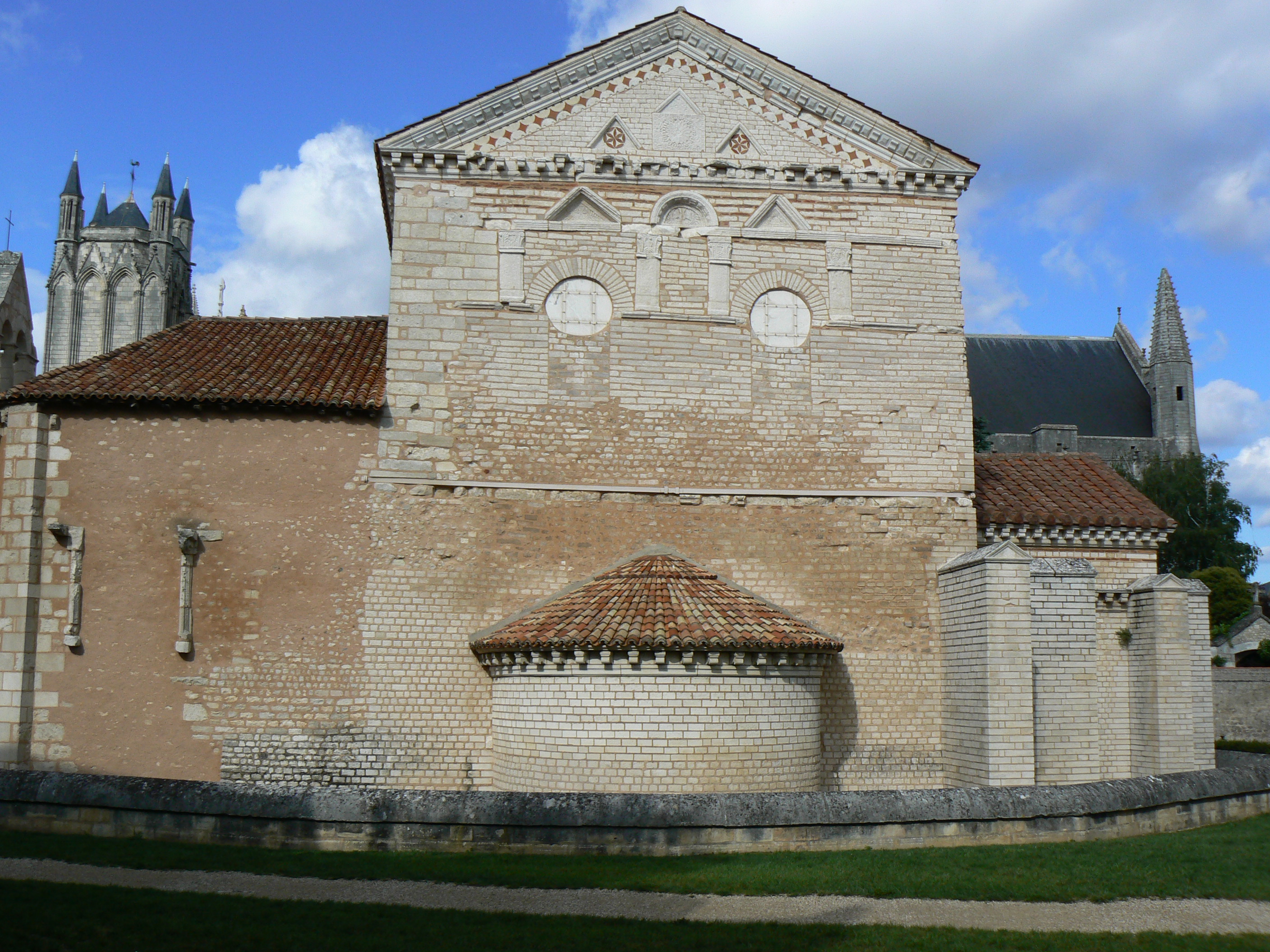
Baptistère Saint-Jean , côté sud.
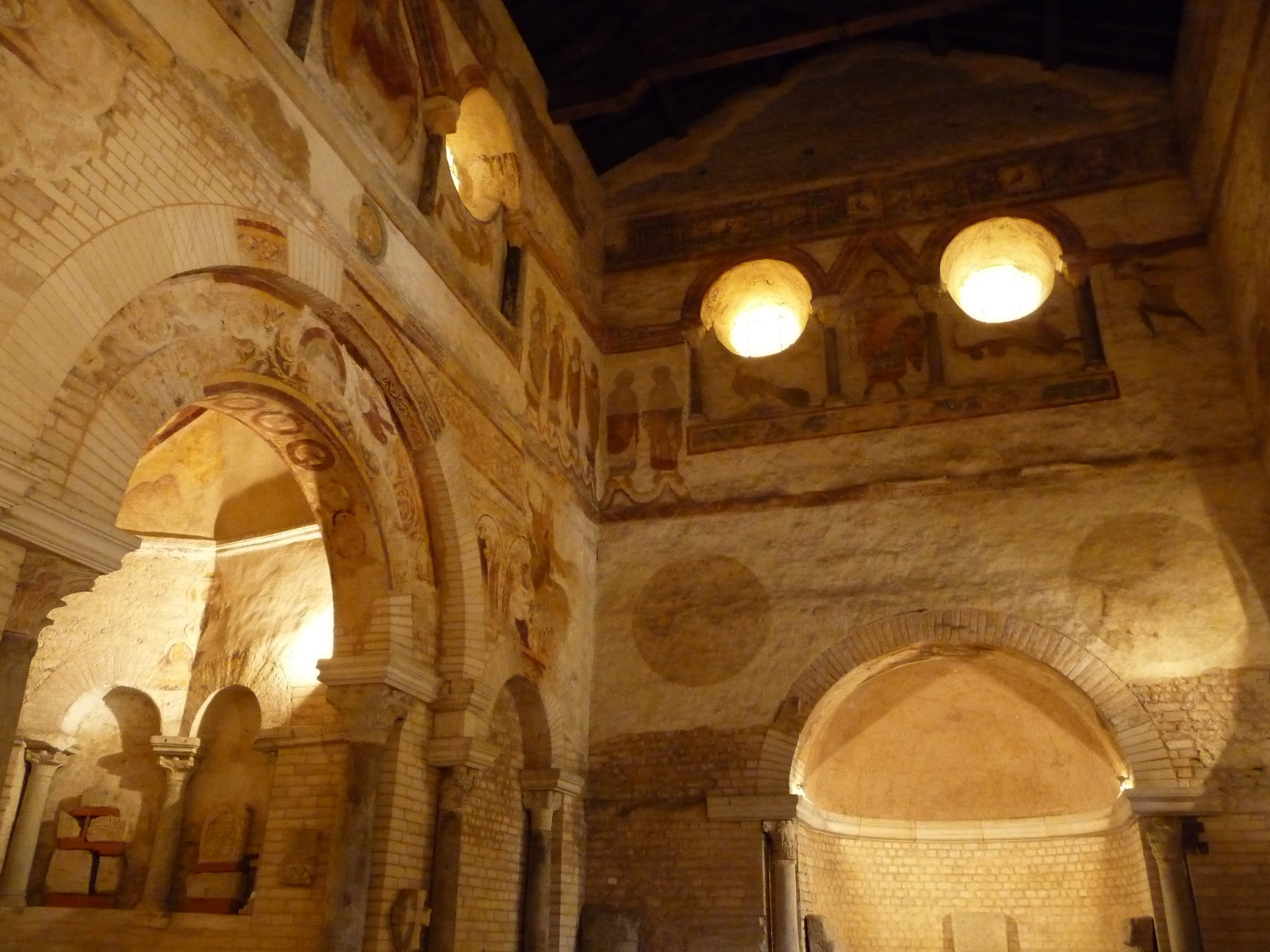
Les oculi sont soulignés par les deux arcs plein-cintre et séparés par un arc en mitre.

À l'intérieur de l'édifice, la composition est l'inverse : deux arcs plein-cintre autour d'un arc en mitre,
- À l'époque romane

Au XIe siècle, un triplet formé de deux baies plein-cintre encadrant un élément surmonté d'un arc en mitre apparaît sur le mur du fond à l'intérieur des transepts de quelques églises, l'abbatiale Saint-Géraud d'Aurillac, l'église Saint-Étienne de Nevers, l'église Saint-Léger d'Ébreuil (bras nord du transept), l'église d'Ennezat. 
Au XIIe siècle : cette forme de triplet revient en force en Auvergne
- dans les grandes églises situées dans les villes et espaces urbains ; la basilique Notre-Dame-du-Port de Clermont-Ferrand, l'église Saint-Austremoine d'Issoire, la basilique Notre-Dame d'Orcival, l'église de Saint-Nectaire sauf l'église de Saint-Saturnin[21] et dans l'église Saint-Julien de Chauriat, une des églises majeures de type incomplet[20].
- Mais aussi dans l'église Saint-Martin d'Albussac en Corrèze[22], l'église de Champdieu dans la Loire[23].

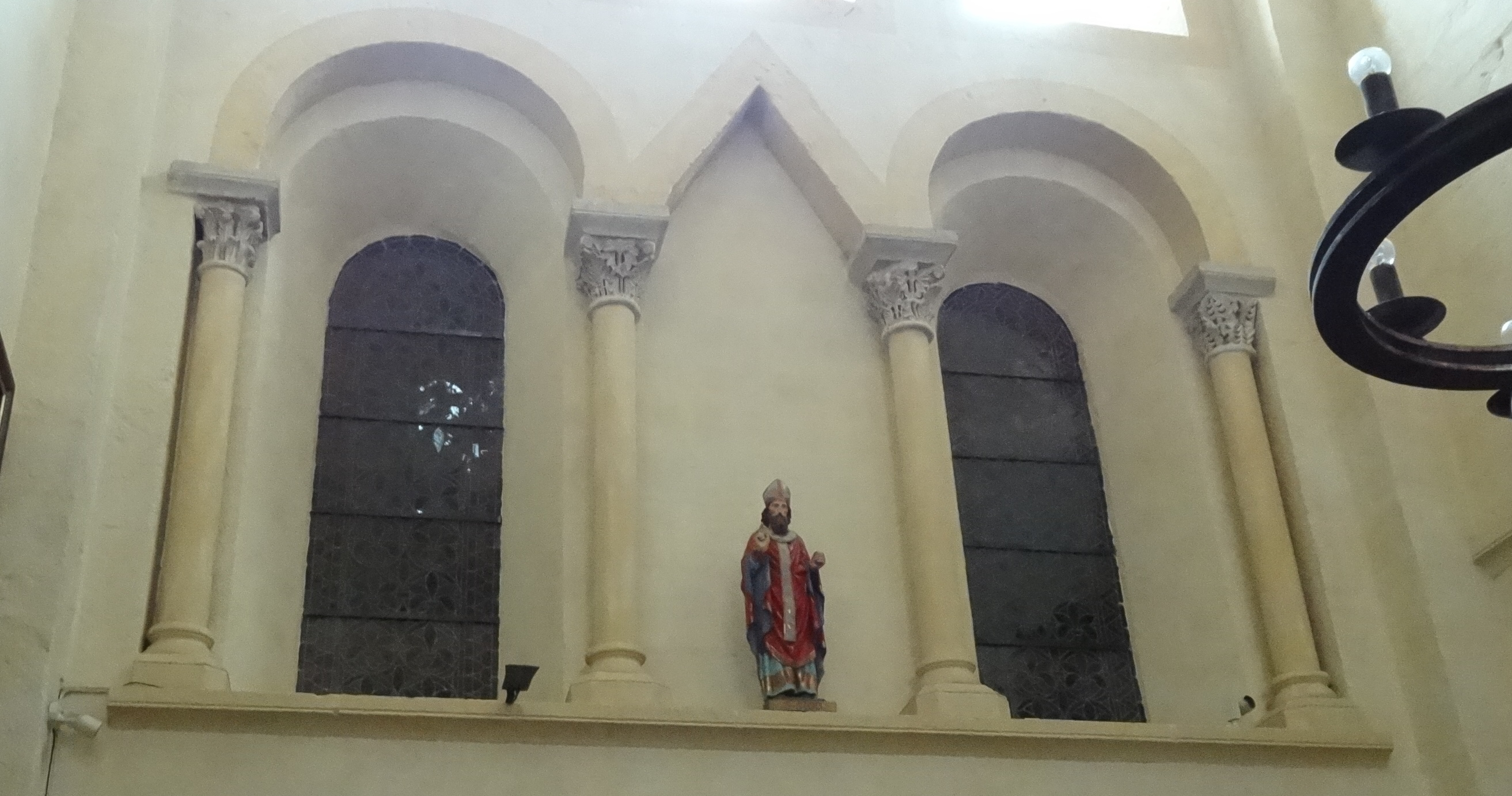
Côté intérieur d'un mur de transept, Notre-Dame-du-Port. Les deux baies plein-cintre sont faiblement éclairées par les vitraux des grandes baies extérieures.
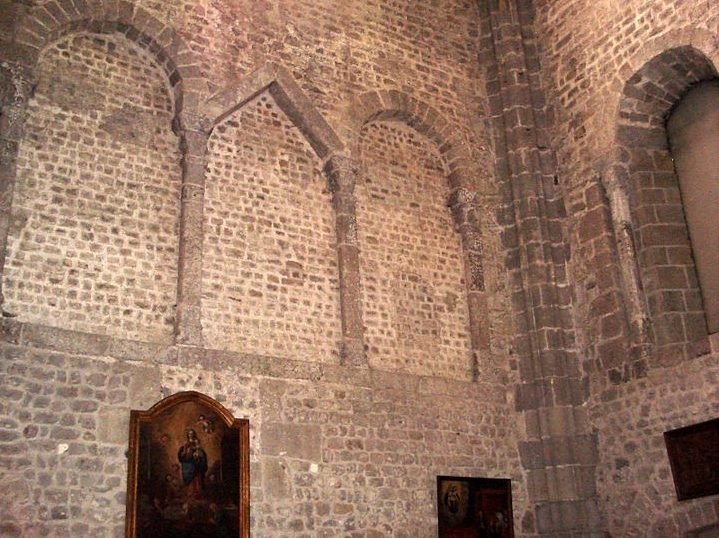
Triplet à mitre de baies aveugles côté intérieur d'un transept (Auvergne).
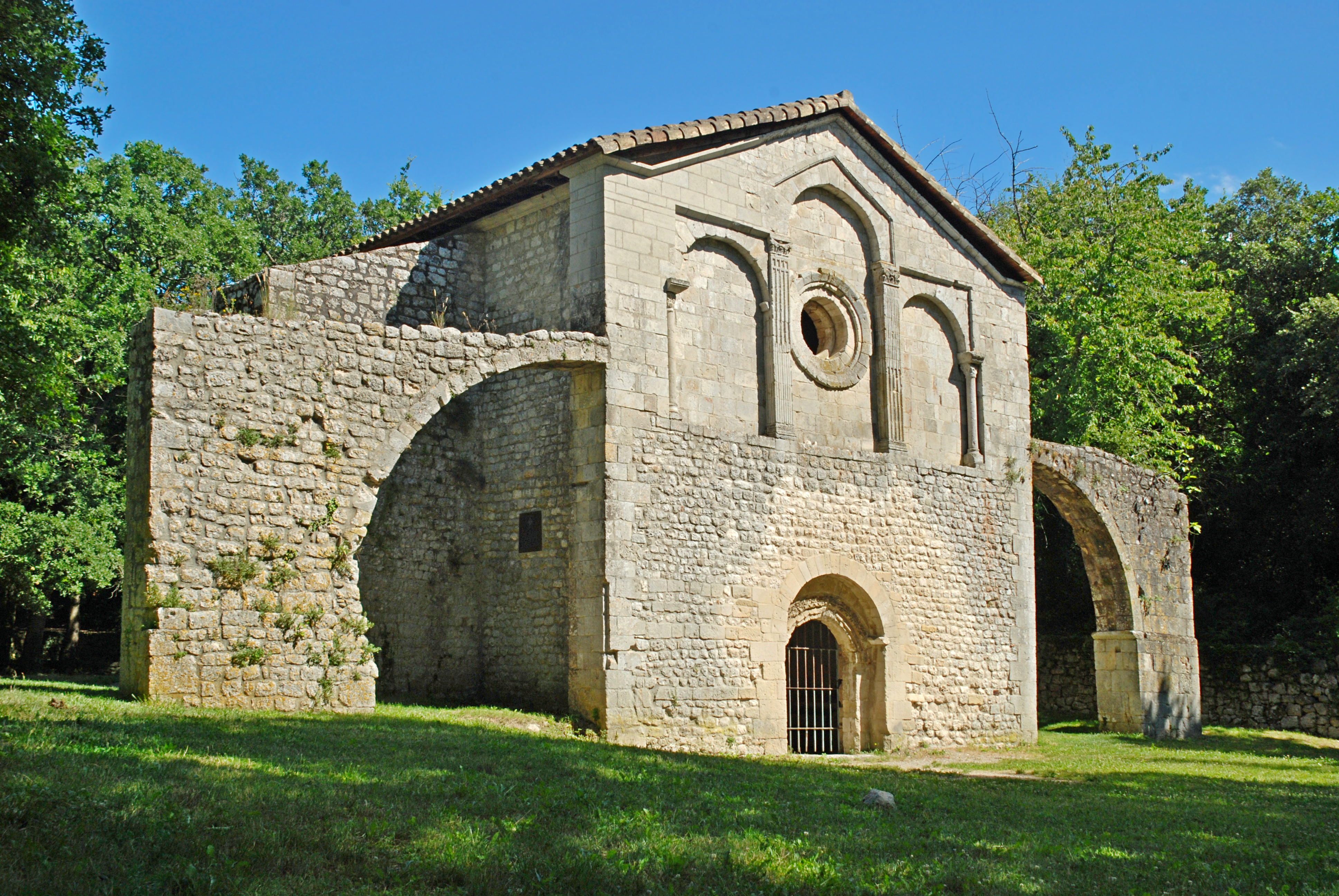
Prieuré du Val des Nymphes (Drôme).

On le retrouve à l'extérieur au-dessus du portail d'entrée de l'église Saint-Maurice de Mainzac en Charente et en Drôme provençale sur la façade du prieuré du Val des Nymphes, près de La Garde-Adhémar, chapelle typique de l'art roman provençal inspiré de l'antique. L'arc en mitre central est ici supporté par des pilastres cannelés ornés de chapiteaux à feuilles d'acanthe.
Plus tard, au XIVe siècle, la chapelle vieille de l'église Saint-Pierre-et-Saint-Paul de Souvigny est ornée également d'un triplet de baies aveugles avec un arc en mitre central.

#### «Triplet inégal»
Le triplet parfois qualifié d'inégal est constitué de baies de la même forme mais celle du milieu est plus haute et parfois plus large que les deux autres, toujours strictement similaires. Il apparaît au cours du XIIe siècle et il est très prisé par les constructeurs d'églises cisterciennes qui le placent le plus souvent dans le chevet de l'édifice ou la façade. Arcisse de Caumont observe qu'à cette époque, dans les triplets de fenêtres, « celle du milieu quelquefois plus haute que les deux autres est ordinairement seule ouverte ; les deux petites sont bouchées », le triplet à baies de dimensions semblables est donc encore de règle au XIIe siècle. La transition s'annonce par des baies de plus en plus élancées, même si elles ne sont pas encore en arc brisé. Le triplet inégal aux baies en arc-brisé devient très courant au XIIIe siècle.

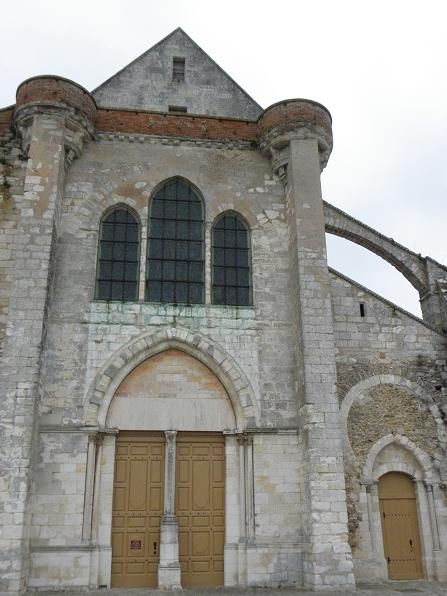
Triplet de façade occidentale (nef 1180-1210) collégiale de Champeaux.
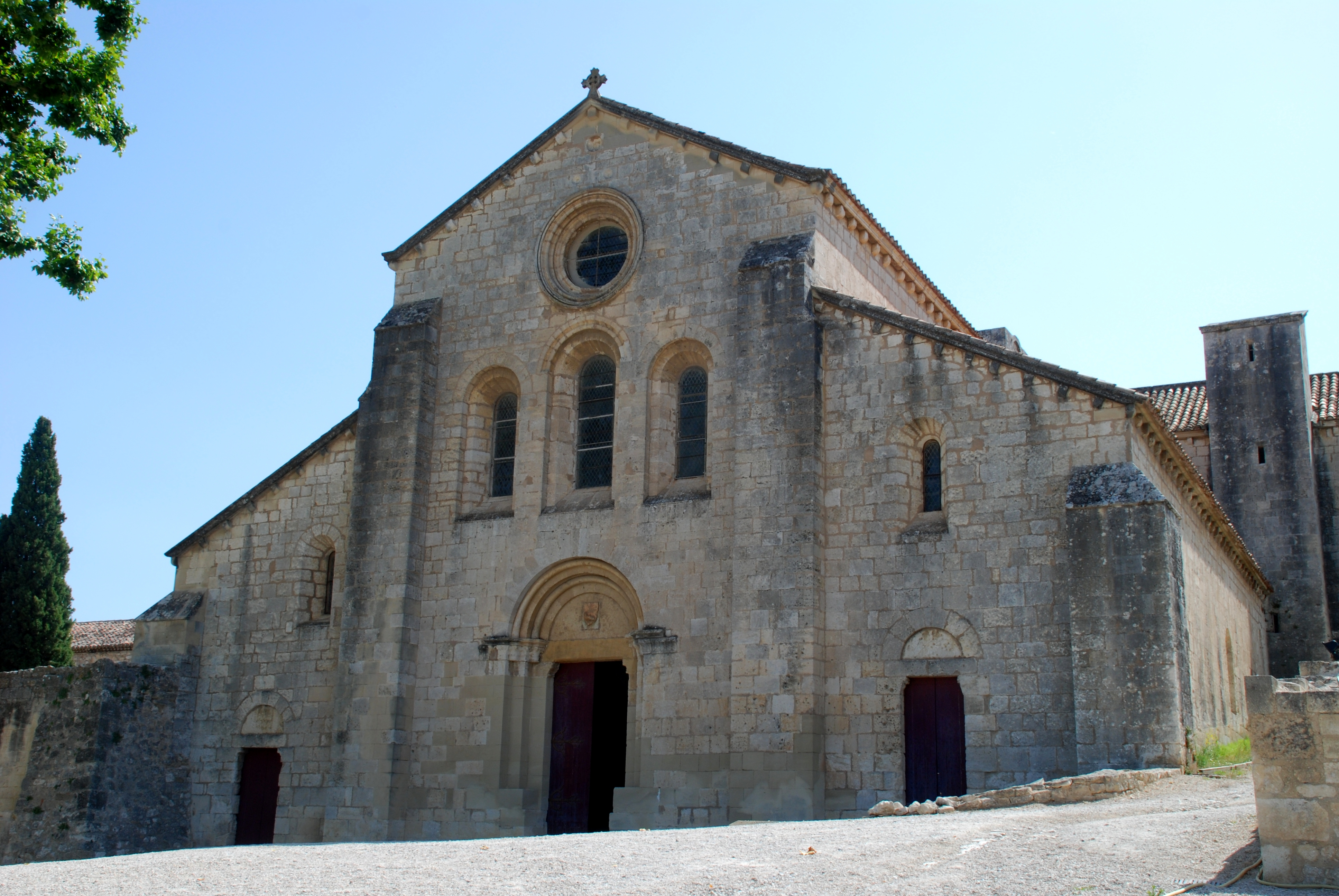
Un des triplets de l'abbaye cistercienne de Silvacane.
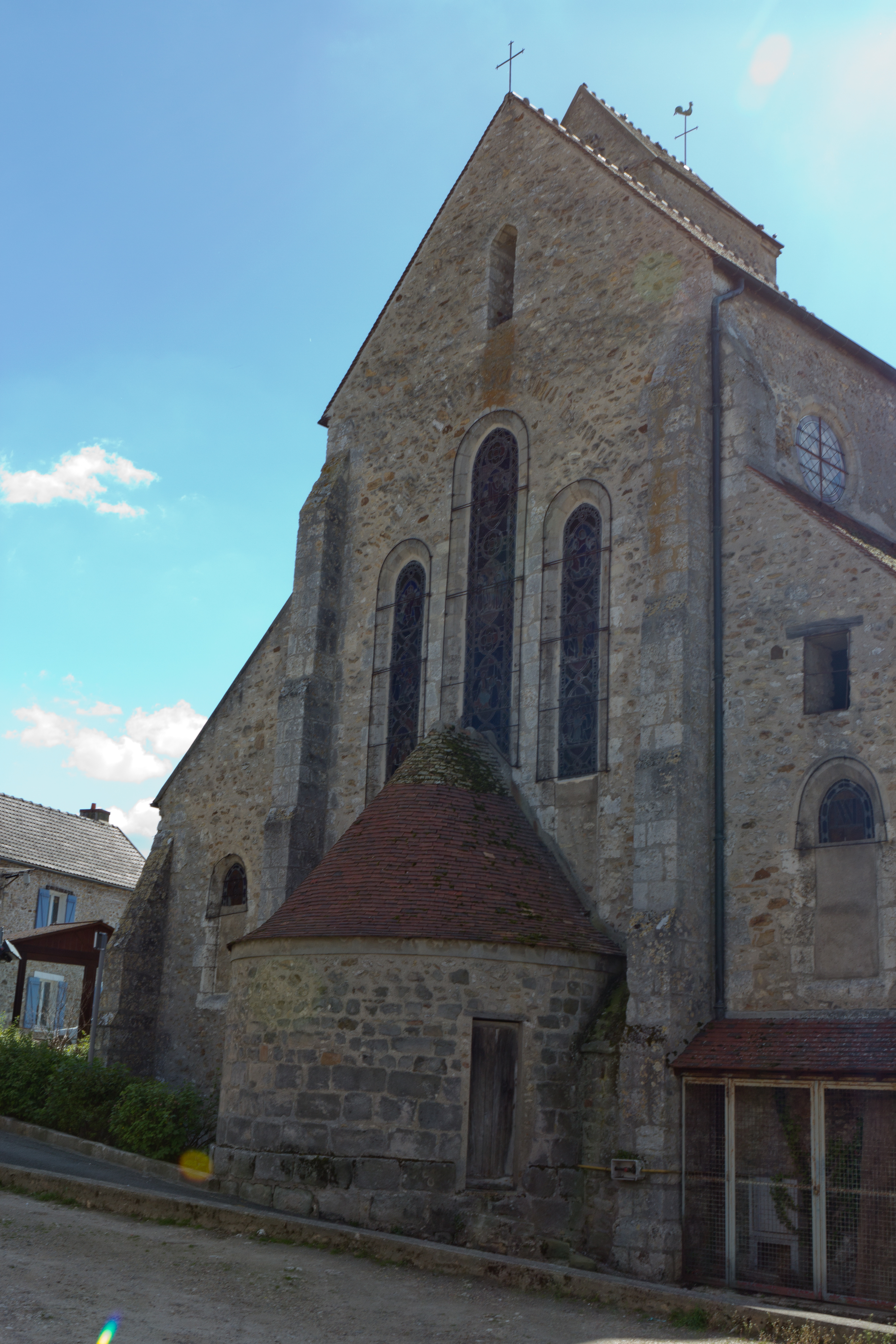
Triplet de baies plein-cintre élancées dans une église dont le style passe du roman au gothique.
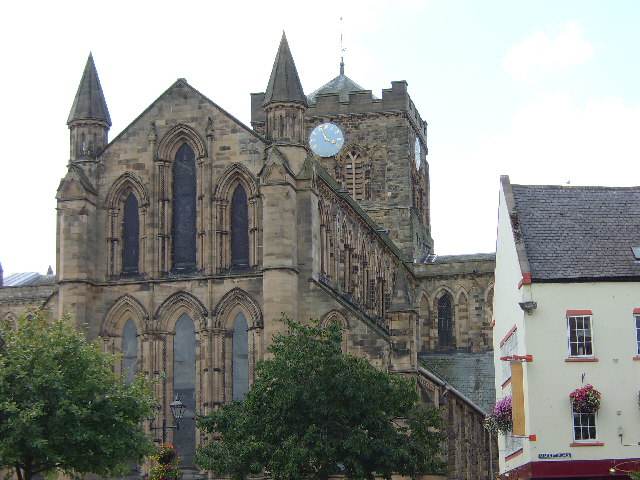
Triplets de baies en arc-brisé du chevet de l'abbaye de Hexham (Angleterre).

## Triplet et serlienne
Une serlienne est un type de triplet particulier, formé par une baie centrale couverte d'un arc en plein cintre et encadrée par deux baies plus étroites couvertes d'un linteau ou d'une plate-bande à la hauteur de la naissance de l'arc central.